# Acanthagrion apicale
Acanthagrion apicale – gatunek ważki z rodziny łątkowatych (Coenagrionidae). Występuje w Ameryce Południowej.